# تاداشي كوماين
تاداشي كوماين (باليابانية: 小峰 忠志) (مواليد 28 يونيو 1974)، هو لاعب كرة قدم سابق كان يلعب كمهاجم.